# Pinan Godan
Pinan Godan è un kata del Karate, il quinto dei cinque di "base", detti Pinan, del Wado-Ryu e dello Shitō-ryū.